# Pfarrkirche Stroheim

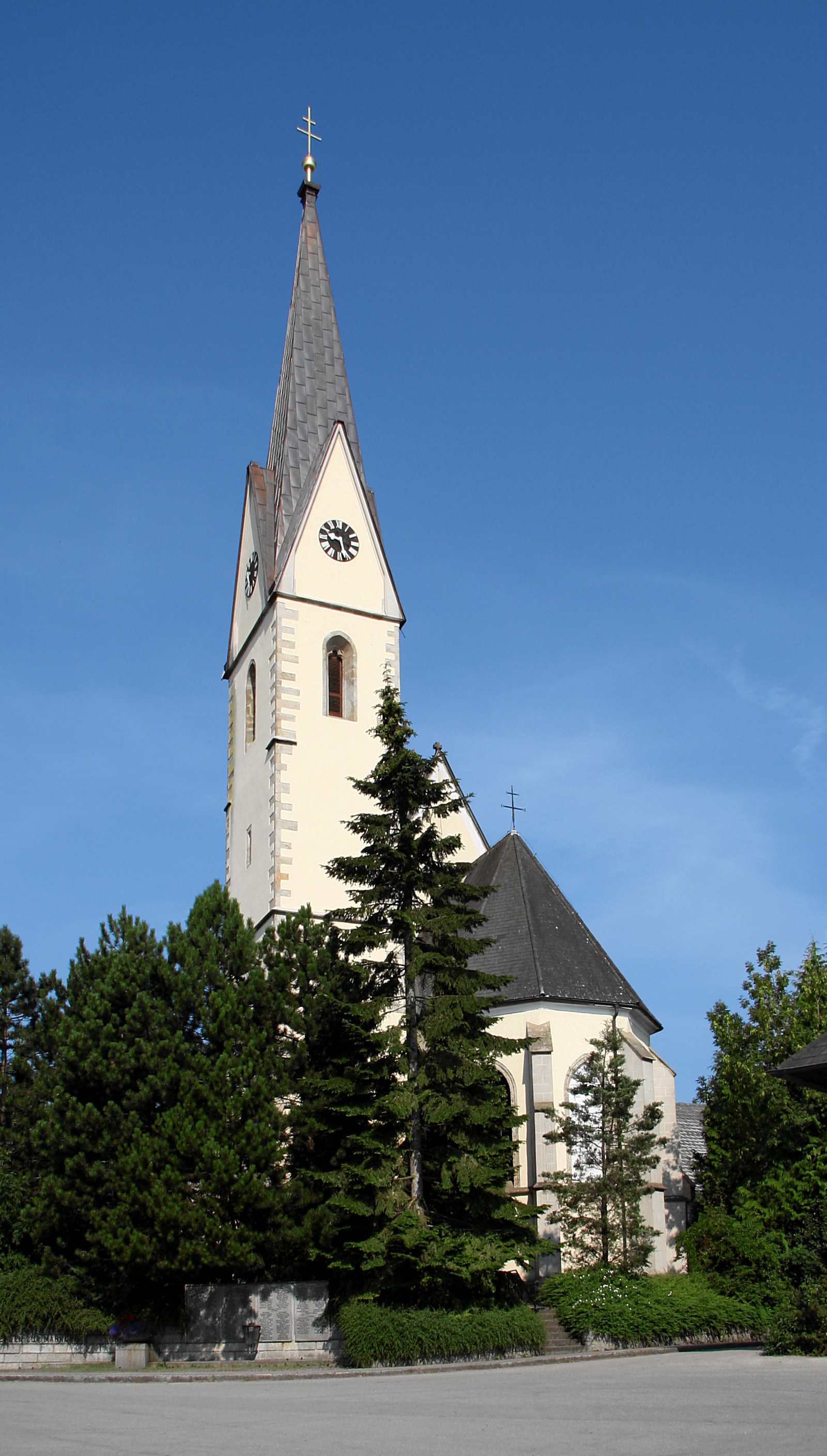
Kath. Pfarrkirche hl. Johannes der Täufer in Stroheim

Die römisch-katholische Pfarrkirche Stroheim mit dem Patrozinium hl. Johannes der Täufer steht weithin sichtbar in beherrschender Lage im Ort Stroheim in der Gemeinde Stroheim im Bezirk Eferding in Oberösterreich. Seit dem 1. Jänner 2023 gehört Stroheim als eine von 10 Pfarrteilgemeinden zur Pfarre Eferdinger Land der Diözese Linz. Der Kirchenbau steht unter Denkmalschutz.

## Geschichte
Um 1235 ließ Graf Johann I. von Schaunberg eine katholische Pfarrkirche erbauen. Das Bauwerk mit dem 52 m hohen Turm ist Johannes dem Täufer geweiht. Der Graf war Mitglied des Johanniterordens und übergab die Kirche als Filialkirche den Johannitern von Mailberg, den späteren Maltesern, die diese um eine Kommende erweiterten.
Von 1784 bis 2022 war Stroheim eine eigene Pfarre. Die in ihren Ursprüngen gotische Pfarrkirche wurde später mehrfach umgebaut, so bekam sie unter anderem eine neugotische Inneneinrichtung; ihre heutige Form erhielt sie 1896/97.
2016 wurde das neue Pfarrzentrum Hl. Johannes eröffnet.

## Architektur

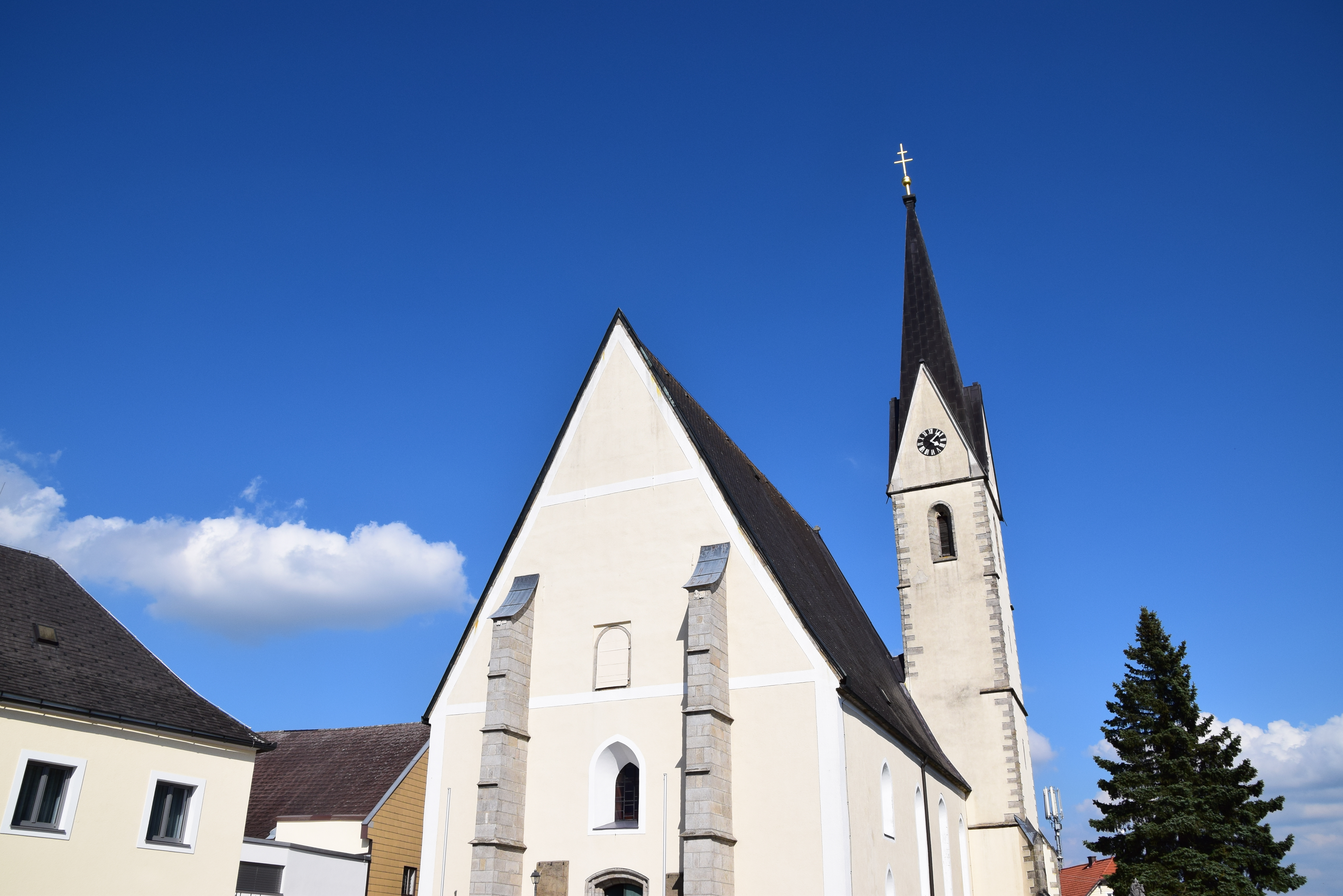
Pfarrkirche in Stroheim, Ansicht von schräg hinten.

An das stichkappentonnengewölbte Langhaus schließt ein eingezogener einjochiger kreuzrippengewölbter Chor mit einem Fünfachtelschluss an. Es wurden aber im Laufe der Jahrhunderte verschiedene Veränderungen und Erweiterungen vorgenommen. So wurde ein (offensichtlich später angebrachtes) hölzernes Scheingewölbe im Jahr 1973 wieder entfernt. Die dreiachsige zweijochige gotische Westempore ist kreuzrippenunterwölbt. Der 52 m hohe Kirchturm im südlichen Chorwinkel trug ursprünglich einen gotischen Helm, danach eine Haube. Vor etwas mehr als 100 Jahren bekam der Turm den jetzigen gotischen Spitzhelm.

## Ausstattung
1969 wurde der Altarraum im Sinne der Liturgiereform des 2. Vatikanischen Konzils erneuert. Anstatt der neugotischen Altäre wurden ein neuer Altar, Ambo und Taufstein aus Rosengranit geschaffen, der frühgotische Spitzbogen samt Netzrippen freigelegt und eine bei den Arbeiten entdeckte Marmortafel des Kirchenpatrons Johannes des Täufers an der Stirnwand angebracht.